# Katrina Johansson
Katrina Johansson est une guitariste américaine native de Milwaukee, au Wisconsin. En 2005, elle lance son premier extended play (EP), Guitarsongs Volume 1, qui inclut Michael Angelo Batio à la guitare basse. En 2007, elle lance un deuxième EP, intitulé Love, Surrender, Forgiveness.
Johansson affirme avoir été influencée par les guitaristes Gary Moore, Yngwie Malmsteen, Jimi Hendrix, Ritchie Blackmore et Joe Satriani. Opeth, Van Halen et Soundgarden comptent parmi ses groupes préférés. Elle affirme pratiquer le kickboxing, le patinage à roulettes et le vélo de montagne.

## Discographie
- Guitarsongs Volume 1 (2005)
- Love, Surrender, Forgiveness (2007)